# Famille Morris (New Jersey)
Cette page explique l’histoire ou répertorie les différents membres de la famille Morris.

Armes de la famille Morris.

La famille Morris, d'origine britannique, sont des Quakers américains, du New Jersey, descendants de William Morris (né en 1575 à Tintern, Monmouthshire, Pays de Galles).

## Patronymes

### Morris du New Jersey

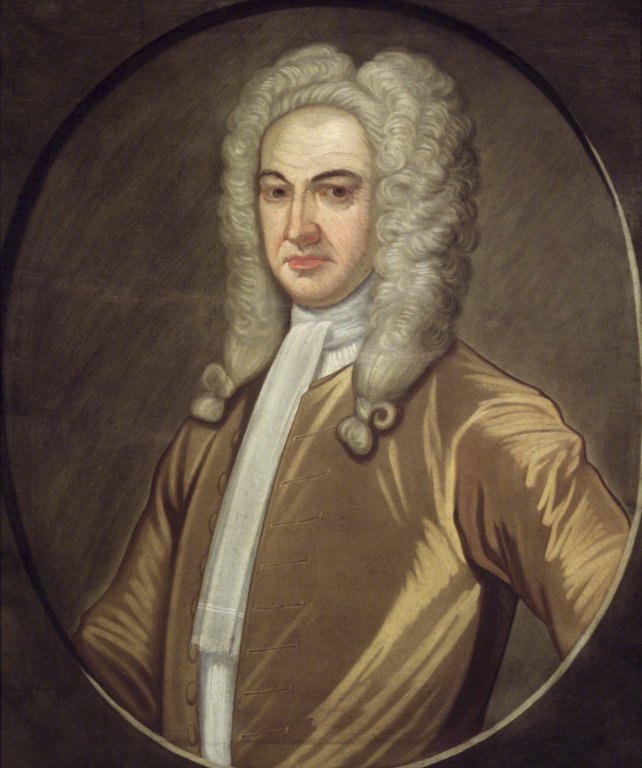
Lewis Morris (1671-1746).

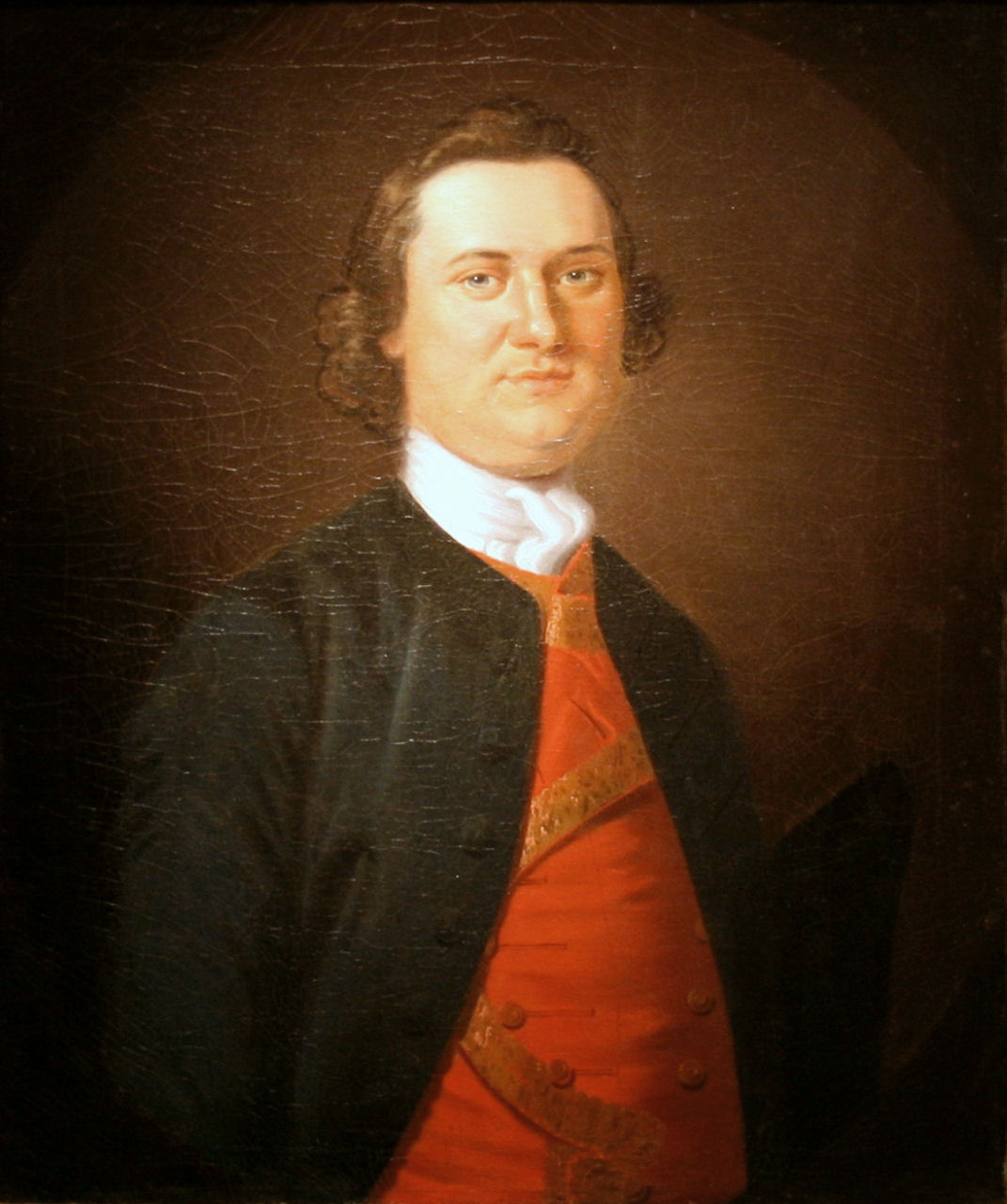
Lewis Morris (1726-1798).

- Lewis Morris (1613-1691), militaire anglais et premier habitant du Bronx ;
  - Lewis Morris (en) (1671-1746), premier lord de Morrisania ;
    - Lewis Morris (speaker) (en) (1698-1762), second lord de Morissania
      - Lewis Morris (1726-1798), signataire de la Déclaration d'indépendance des États-Unis ;
        - Richard Valentine Morris, officier de l'United States Navy et un homme politique américain

      - Richard Morris (New York judge) (en) (1730-1810), homme politique américain ;
        - Lewis Richard Morris (en) (1760–1825), homme politique américain ;
          - Alexander Hamilton Jr. (1816–1889) (en), fondateur et premier président du Knickerbocker Club et fondateur de l'Union League Clubs (en), fils de James Alexander Hamilton (en), neveu de Lewis G. Morris (en), cousin de Lewis Gouverneur Morris (en)

      - Staats Long Morris (en) (1728-1800), général britannique pendant la révolution américaine
      - Gouverneur Morris, (1752-1816), auteur de la phrase : « We the People... » du préambule de la Constitution des États-Unis et de la Charte des Nations unies ;
        - Gouverneur Morris Jr. (en), cofondateur du parti républicain
          - Gouverneur Morris (novelist) (en), auteur de romans Pulp

    - Robert Hunter Morris (en) (1700-1764), président de la cour suprême du New Jersey ;
      - Robert Morris (judge) (en) (1745-1805), président de la cour suprême du New Jersey.

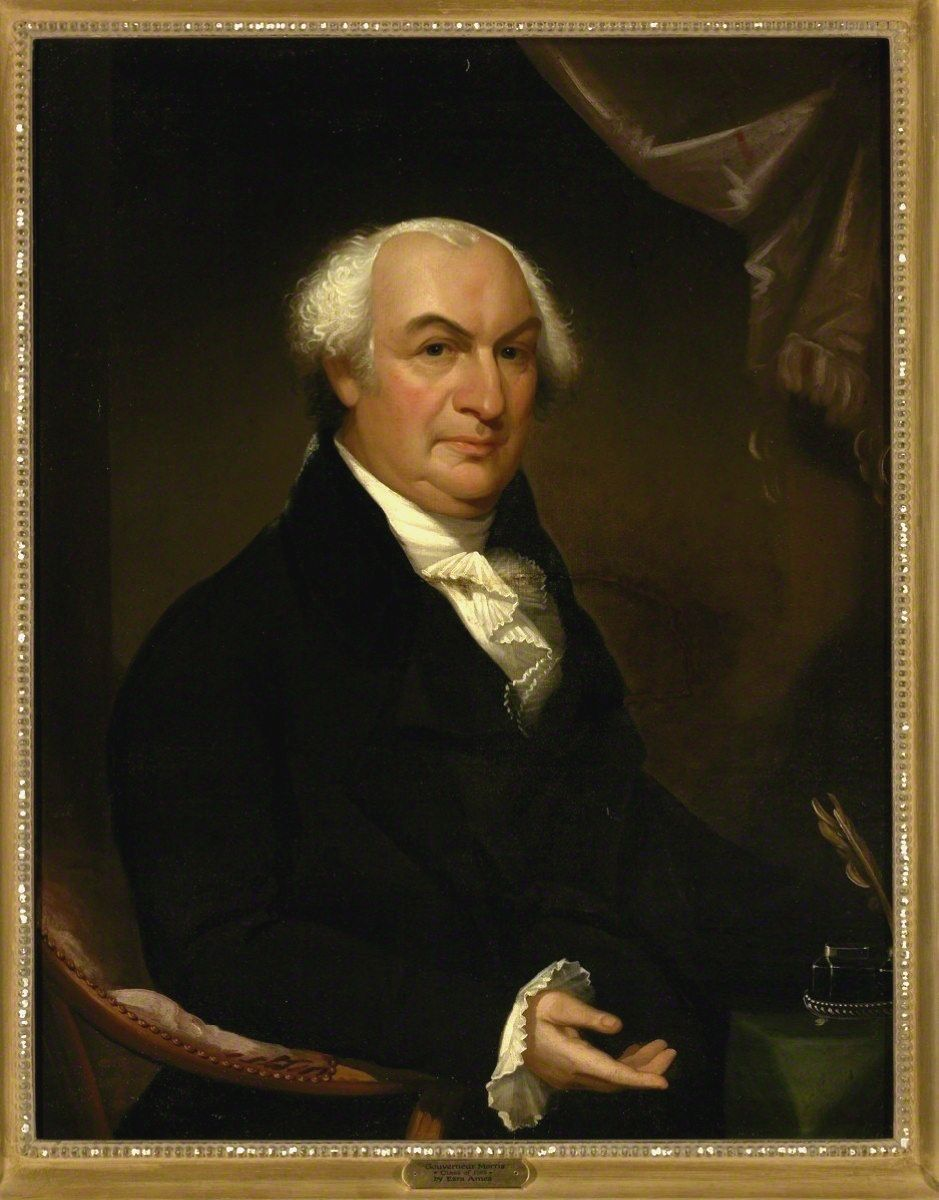
Gouverneur Morris (1752-1816).

### Morris d'Illinois et d'Ohio
- Thomas Morris (politicien), homme politique américain
- Jonathan D. Morris, homme politique américain
- Isaac N.Morris, homme politique américain

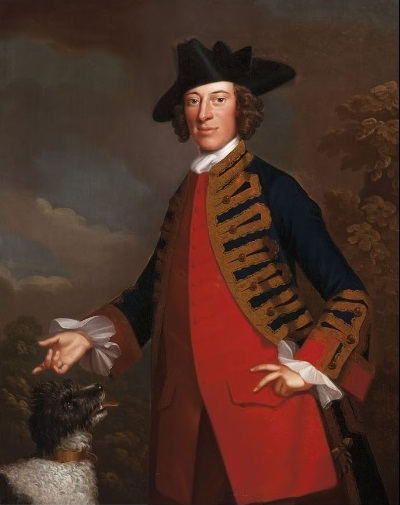
Staats Long Morris (1728-1800).

### Morris de Pennsylvanie et de New York
- Robert Morris (financier), financier américain

### Descendants

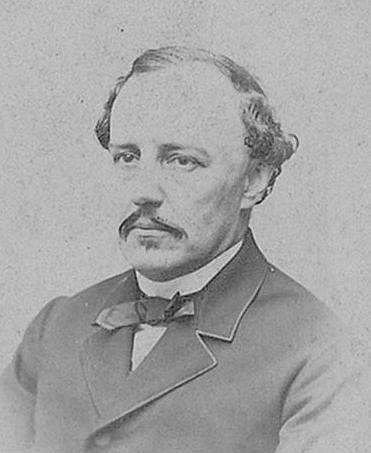
Alexander Hamilton Jr. (1816-1889).

- Philip Bonsal (en), diplomate de l'U.S. Department of State ;
- William Paterson (juge), (1745-1806), homme politique et juge américain ;
- Lewis Morris Rutherfurd, astronome et photographe américain ;
- Stephen Van Rensselaer, sénateur américain ;
- William M. Meredith, homme politique américain ;
- Charles Manigault Morris (en), homme politique américain ;
- Hamilton Fish, , homme politique américain ;
- Hamilton Fish Kean (en), homme politique américain ;
- Hamilton Fish Kean (en), homme politique américain ;
- Hamilton Fish III (en), homme politique américain ;
- Hamilton Fish IV (en), homme politique américain ;
- Robert Kean (en), diplomate américain, beau père du producteur Edgar Lansbury (producer) (en) et de l'actrice Ally Sheedy ;
- Thomas Kean, président de la Commission sur le 11/9 ;
- Thomas Kean Jr., homme politique américain ;
- Leslie Kean (en), journaliste américaine ;

## Toponymes
- Morris (New Jersey)
- Morristown (New Jersey)
- Morris Plains
- Comté de Morris (New Jersey) (d'après Lewis Morris)
- Comté de Morris (Kansas) (d'après Thomas Morris)
- Comté de Morris (Texas) (d'après William Wright Morris)